# Villacampa (Huesca)
Villacampa es un despoblado español de la Guarguera, actualmente perteneciente al municipio de Sabiñánigo, en la provincia de Huesca. Pertenece a la comarca del Alto Gállego, en la comunidad autónoma de Aragón.